# 목요일
| 요일   | 요일   | 요일   | 요일   | 요일   | 요일   | 요일   |
| ------ | ------ | ------ | ------ | ------ | ------ | ------ |
| 월요일 | 화요일 | 수요일 | 목요일 | 금요일 | 토요일 | 일요일 |

목요일(木曜日, Thursday)은 요일 중의 하나로, 수요일 뒤의 날, 금요일 앞의 날이다. 월요일을 우선으로 하는 국가에서는 ISO 8601의 권고에 따라 한 주의 네 번째 날이다. 일요일을 우선으로 하는 국가에서는 한 주의 다섯 번째 날이다.
전통적 기독교 달력에서는 일요일을 기준으로 한 주의 다섯째 날로 보는데, 대한민국의 일상에서 쓰이는 달력에서는 기독교와 일본의 영향으로 수요일에 이어 다섯번째에 배치된다.

## 휴무
많은 유럽어권에서 목요일은 '토르의 날'(영어: Thursday, 노르웨이어: Torsdag) 또는 '유피테르의 날'(프랑스어: jeudi, 이탈리아어: giovedì)을 어원으로 하고 있는데, 토르와 유피테르 모두 목성을 상징하는 신이므로, 한국과 일본에서는 '목요일'로 불린다.

### 중국
- 중국에서 목요일을 한 주의 넷째 날이라는 의미로 '星期四'라고 한다.

## 사건
- 1929년 10월 24일 - 검은 목요일

## 행사와 문화
- 영국의 의회 선거는 목요일에 치른다.
- 때로 FIFA는 FIFA 월드랭킹을 목요일에 발표하기도 하는데, 보통 12월 FIFA 랭킹을 목요일에 발표한다.
- 2007학년도(2006년)부터 대학수학능력시험을 11월 셋째 목요일에 치른다. 원래 2006학년도(2005년)부터 목요일로 변경하여 치르려고 했으나, 당시 APEC회의로 2005년에는 1주일 순연되어 수요일에 실시되었다. 목요일로 바꾼 이유는 주말 교통 체증을 피해 월요일에 문제지 수송을 시작하기 위해서이다.[2]

## 관련 논문
- 김형민, 〈개념 ‘목요일’의 명칭론적 접근 - 유럽의 언어를 중심으로〉, 《코기토》 104, 부산대학교 인문학연구소, 2024년

## 같이 보기
- 목요일로 시작하는 평년
- 목요일로 시작하는 윤년